# Macamic (Quebec)
Macamic é uma cidade localizada na província de Quebec no Canadá.